# K. Beringen-Heusden-Zolder
Koninklijke Beringen-Heusden-Zolder was een Belgische voetbalclub. Het was een fusieclub, ontstaan uit clubs uit Heusden-Zolder, die op het eind van zijn bestaan in Beringen ging spelen. De club speelde in groen-witte kleuren en droeg stamnummer 2614. Van een gezonde club in de provinciale reeksen werd in 10 jaar tijd een club gemaakt die zelfs in de hoogste nationale afdeling raakte, maar uiteindelijk liep de club daarbij tegen een faillissement op en verdween.

## Geschiedenis
In 1936 werd SK Heusden opgericht (sinds 1986 KSK Heusden). De club kreeg stamnummer 2614.
In mei 1999 fuseerden K. Heusden SK met KFC Helzold (stamnummer 1488). Heusden SK speelde toen in de Derde Klasse. De voormalige mijnclub Helzold was opgericht in 1929 en speelde in de Tweede Provinciale, en was een jaar eerder al samengegaan met provincialer AS Lindeman. In de seizoenen 50/51 en 51/52 had deze ploeg zelfs in de nationale tweede klasse gespeeld. De fusieclub heette Koninklijke Heusden-Zolder SK en kreeg het stamnummer 2614 van de hoofdtak Heusden.
De club klom op het eind van de jaren negentig in korte tijd op uit de provinciale reeksen tot in de Eerste Klasse. In 1996 promoveerde de club uit de provinciale, een jaar later promoveerde men al uit de Promotie. Na drie seizoenen in de Derde Klasse en drie in de Tweede Klasse bereikte de club de hoogste voetbalafdeling.
KHZ speelde dat seizoen 2003-2004 in de Eerste Klasse zijn thuiswedstrijden in het Fenixstadion van Genk. Het eigen stadion aan de Noordberm raakte immers niet verder uitgebouwd.
Een moment van glorie was de 4-2-overwinning met 10 spelers tegen Club Brugge. Club Brugge had een paar dagen eerder zijn match op AC Milan in de Champions League nog gewonnen met 0-1. 
Ook Standard Luik kwam niet verder dan een 1-1 gelijkspel en RSC Anderlecht had lange tijd op achterstand gestaan. KRC Genk werd door de club al vlug uitgeschakeld in de beker. De club degradeerde echter na één seizoen opnieuw.
KHZ heette sinds 1 juni 2004 Koninklijke Beringen-Heusden-Zolder (kortweg KBHZ). De samenwerking met KRC Genk werd volledig stopgezet. Sinds het seizoen 2004-2005 werden de thuiswedstrijden gespeeld in het voetbalstadion van KVK Beringen.
In oktober 2005 kondigde voorzitter Stin Husson wegens gezondheids- en zakelijke redenen zijn ontslag aan. Voorzitter ad-interim werd Jan Remen. De club was echter in grote financiële problemen gekomen en had begin 2006 dan ook geen licentiedossier ingediend bij de Voetbalbond. De club was daardoor gedoemd tot een degradatie op het eind van het seizoen, of men zou eventueel een nieuwe club opstarten in Vierde Provinciale.
Op 12 maart 2006 werd de club failliet verklaard en men trok zich per direct terug uit de Tweede Klasse; Heusden-Zolder hield op te bestaan. De schuld was opgelopen tot 1,3 miljoen euro. De spelers hadden de laatste drie maanden geen loon meer ontvangen.
Na de vereffening was een nv BHZ-Events opgericht. Deze vereniging ging een samenwerkingsakkoord aan met de Heusdense vierdeklasser Berkenbos VV Heusden. Berkenbos zou omgedoopt worden tot Koninklijke Heusden-Zolder. Er was even het idee om in het stadion aan de Noordberm gaan spelen, maar men bleef toch in het stadion van Berkenbos. Door de samenwerking zou het budget van deze club wat omhoog gaan en zou men er naar streven minstens een stabiele derdeklasser te worden. De club KBHZ was echter definitief verdwenen. Op de Noordberm speelt nu de club SK Heusden 06, opgericht door het bestuur van de supportersclub van KBHZ.

## Resultaten
| Seizoen                        | Klasse | Klasse | Klasse | Klasse | Klasse | Klasse | Klasse | Reeks              | Punten | Opmerkingen |
|                                | I      | II     | III    | IV     | P.I    | P.II   | P.III  |                    |        | |
| ------------------------------ | ------ | ------ | ------ | ------ | ------ | ------ | ------ | ------------------ | ------ | --- |
| Als KSK Heusden                |        |        |        |        |        |        |        |                    |        | |
| 1973/74                        |        |        |        |        |        |        | 2      | Derde Prov. Limb.  | 46     | |
| 1974/75                        |        |        |        |        |        | 6      |        | Tweede Prov. Limb. | 32     | |
| 1975/76                        |        |        |        |        |        | 10     |        | Tweede Prov. Limb. | 28     | |
| 1976/77                        |        |        |        |        |        | 2      |        | Tweede Prov. Limb. | 40     | |
| 1977/78                        |        |        |        |        |        | 6      |        | Tweede Prov. Limb. | 31     | |
| 1978/79                        |        |        |        |        |        | 5      |        | Tweede Prov. Limb. | 32     | |
| 1979/80                        |        |        |        |        |        | 9      |        | Tweede Prov. Limb. | 28     | |
| 1980/81                        |        |        |        |        |        | 11     |        | Tweede Prov. Limb. | 25     | |
| 1981/82                        |        |        |        |        |        | 9      |        | Tweede Prov. Limb. | 30     | |
| 1982/83                        |        |        |        |        |        | 12     |        | Tweede Prov. Limb. | 26     | |
| 1983/84                        |        |        |        |        |        | 2      |        | Tweede Prov. Limb. | 39     | |
| 1984/85                        |        |        |        |        |        | 3      |        | Tweede Prov. Limb. | 38     | |
| 1985/86                        |        |        |        |        |        | 6      |        | Tweede Prov. Limb. | 31     | |
| 1986/87                        |        |        |        |        |        | 2      |        | Tweede Prov. Limb. | 37     | |
| 1987/88                        |        |        |        |        |        | 2      |        | Tweede Prov. Limb. | 39     | |
| 1988/89                        |        |        |        |        |        | 3      |        | Tweede Prov. Limb. | 36     | |
| 1989/90                        |        |        |        |        |        | 1      |        | Tweede Prov. Limb. | 42     | |
| 1990/91                        |        |        |        |        | 8      |        |        | Eerste Prov. Limb. | 31     | |
| 1991/92                        |        |        |        |        | 2      |        |        | Eerste Prov. Limb. | 48     | |
| 1992/93                        |        |        |        |        | 2      |        |        | Eerste Prov. Limb. | 44     | |
| 1993/94                        |        |        |        |        | 4      |        |        | Eerste Prov. Limb. | 36     | |
| 1994/95                        |        |        |        |        | 7      |        |        | Eerste Prov. Limb. | 32     | |
| 1995/96                        |        |        |        |        | 4      |        |        | Eerste Prov. Limb. | 51     | winnaar finale interprovinciale eindronde tegen RCS Lambusart-Fleurus                                                                                                   |
| 1996/97                        |        |        |        | 1      |        |        |        | Vierde Klasse C    | 62     | |
| 1997/98                        |        |        | 7      |        |        |        |        | Derde Klasse       | 46     | |
| 1998/99                        |        |        | 2      |        |        |        |        | Derde Klasse B     | 63     | Verlies in eerste ronde van eindronde tegen Eendracht Hekelgem |
| Als K. Heusden-Zolder          |        |        |        |        |        |        |        |                    |        | |
| 1999/00                        |        |        | 2      |        |        |        |        | Derde Klasse B     | 63     | Eindigde net als RAEC Mons en 19 zeges, 6 gelijke spelen en 5 nederlagen; maar verloor play-off voor titel met 4-3 van Mons. Winnaar finale eindronde tegen KV Kortrijk |
| 2000/01                        |        | 12     |        |        |        |        |        | Tweede Klasse      | 38     | |
| 2001/02                        |        | 4      |        |        |        |        |        | Tweede Klasse      | 56     | 2de in eindronde met 10 punten |
| 2002/03                        |        | 3      |        |        |        |        |        | Tweede Klasse      | 57     | winnaar finale eindronde met 13 punten |
| 2003/04                        | 17     |        |        |        |        |        |        | Eerste Klasse      | 28     | |
| Als K. Beringen-Heusden-Zolder |        |        |        |        |        |        |        |                    |        | |
| 2004/05                        |        | 9      |        |        |        |        |        | Tweede Klasse      | 47     | |
| 2005/06                        |        | 18     |        |        |        |        |        | Tweede Klasse      | 0      | faillissement; alle uitslagen van KBHZ werden geschrapt |

## Bekende spelers KBHZ
- Georges Arts
- Logan Bailly
- Davy Brouwers
- Kader Camara
- Vincent Euvrard
- Stanley MacDonald
- Eric Matoukou
- Anders Nielsen
- Mike Origi
- Souleymane Oulare
- Ab Persijn
- Harald Pinxten
- Patrick Teppers
- Rachid Tibari
- Yves Lenaerts
- Dimitri De Condé
- Igor De Camargo